# Distretto di Muquiyauyo
Il distretto di Muquiyauyo  è uno dei trentaquattro distretti della provincia di Jauja, in Perù. Si trova nella regione di Junín e si estende su una superficie di  19,86 chilometri quadrati.